# جو كين
جو كين (بالإنجليزية: Joe Cain)‏ هو لاعب كرة قدم أمريكية ومدرب رياضي أمريكي، ولد في 11 يونيو 1965 في لوس أنجلوس في الولايات المتحدة.

## وصلات خارجية
- جو كين على موقع مرجع كرة القدم المحترفة.كوم (الإنجليزية)